# Віденська система міжнародних відносин
Віденська система міжнародних відносин — система міжнародних відносин, що склалася після Наполеонівських воєн. Була нормативно закріплена Віденським конгресом 1814—1815 рр. На конгресі, що проходив у Відні під головуванням Меттерніха, брали участь представники всіх європейських держав за винятком Османської імперії. В рамках цієї системи вперше було сформульовано поняття великі держави (тоді в першу чергу Росія, Австрія, Велика Британія), остаточно оформилася багатостороння дипломатія. Багато дослідників називають Віденську систему міжнародних відносин першим прикладом колективної безпеки, що було актуально протягом 35 років, до початку Кримської війни. Також були систематизовані й уніфіковані дипломатичні ранги (посол, посланник і повірений в справах) і чотири типи консульських установ. Були визначені дипломатичний імунітет і дипломатична валіза.
Як і Вестфальська система, вона була європоцентричною системою балансу сил. Головні актори: Росія, Австрія, Пруссія, Франція, Великобританія. Будь-яке загострення відносин між ними могло призвести до руйнування міжнародної системи, що, зрештою, і сталося. Однією з ознак системи є формування воєнно-політичних союзів (блоків) держав.